# 陈瑞龙
陈瑞龙（1516年—1562年），字體乾，號雲澗，廣東潮州府潮阳县县廓都（今棉城）人，明朝政治人物。

## 生平
嘉靖十六年（1537）中广东乡试第25名举人，嘉靖二十九年（1550年）登庚戌科会试243名，二甲88名進士，授南京戶部主事。升工部营缮郎中。嘉靖三十九年（1560年）升任福建兴化府知府，体察民情，防备倭寇。因母逝，正将扶柩回乡，倭寇突然攻城，瑞龙带孝指挥守城获胜。由于积劳，背部疽发而卒。

## 家族
曾祖陳黉。祖父陈万龄。父陈成周。母杨氏。慈侍下。弟瑞禾。